# Drengen og træet
Drengen og træet er en dansk kortfilm fra 2005 med instruktion og manuskript af Thomas Korsemann.

## Handling
Denne artikel mangler et handlingsreferat. Hjælp os med at skrive det.

## Medvirkende
- Dejan Cukic - Far
- Erik Holmey - Røver
- Manu Sanchez Korsemann - Dreng
- Ole Thestrup - Vagabond
- Rie Thomsen - Pige i bil